# Síndrome del cuello rojo
El síndrome del cuello rojo o del hombre rojo (SHR), es descrito como un efecto adverso común, derivado de la administración por vía intravenosa de vancomicina, antibiótico glicopeptídico aislado en 1956 del microorganismo Nocardia orientalis (antes Streptomices orientalis), destinado a tratar infecciones por bacterias gram positivas.
La reacción de hipersensibilidad es de inicio rápido al comenzar la infusión, desapareciendo unas pocas horas después de terminada la misma. A menudo este síndrome se confunde con una reacción anafiláctica, pero usualmente el paciente tolera nuevas dosis del fármaco siempre que se tomen las medidas oportunas.
En casos aislados, pacientes con función renal deteriorada u otras características especiales, la aparición de concentraciones detectables del fármaco en plasma tras su administración oral, pueden provocar la aparición SHR.
Se observó una reacción similar, aunque de menor intensidad con la infusión intravenosa de ceftriaxona, antibiótico del grupo de las cefalosporinas.

## Mecanismo que lo origina
El SHR es debido a una liberación de histamina por los mastocitos de carácter no inmunológico, se piensa que la aparición repentina de altas concentraciones en plasma crearía un desequilibrio en la osmolaridad, desembocando en la liberación del mediador químico que da lugar a la aparición del cuadro clínico característico.
Puede aparecer al inicio del tratamiento o tras varios días usando vancomicina.

## Causas potenciales que propician su aparición
La velocidad de la infusión y la concentración de la misma, parecen ser determinantes, por lo que se recomienda un valor medio de 1 g de vancomicina en unos 60 minutos. En estas condiciones el riesgo de que ocurra el síndrome del hombre rojo es del 5 %, frente a un 90% cuando la infusión se lleva a cabo de forma muy rápida (en menos de 10 minutos) y un 25% cuando se lleva a cabo en 30 minutos.
No se ha encontrado relación directa con la dosis lo que ha hecho pensar que se trata de una reacción idiosincrásica, sin la actuación de anticuerpos específicos. 
Actualmente no está completamente definida la etiopatologia del SHR.

## Sintomatología
Cursa con la aparición de hormigueo, prurito intenso y una erupción maculo papular en la parte superior del cuello, cara y extremidades superiores, que puede asociarse a un edema generalizado. El prurito puede limitarse al tronco superior o puede ser generalizado. 
En ocasiones está acompañado además de broncoespasmo e hipotensión, debida a la acción inotrópica negativa y vasodilatadora de la histamina liberada.

## Tratamiento
En caso de requerir una infusión rápida, deberá plantearse el uso concomitante de antihistamínicos H1 o corticoides.
La administración de vancomicina a personas que ya manifestaron el SHR requiere unas precauciones especiales, como espaciar la infusión incluso hasta dos horas y la necesidad de un pretratamiento antihistamínico.
En cualquier caso, estas medidas son eficaces para evitar la aparición de hipotensión, pero no existen garantías de poder evitar la sintomatología completa.